# Episodi de Gli uomini della prateria (settima stagione)
La settima stagione della serie televisiva Gli uomini della prateria è andata in onda negli Stati Uniti dal 25 settembre 1964 al 21 maggio 1965 sulla CBS.
| nº | Titolo originale    | Prima TV USA      | Titolo italiano | Prima TV Italia |
| -- | ------------------- | ----------------- | --------------- | --------------- |
| 1  | The Race            | 25 settembre 1964 |                 |                 |
| 2  | Enormous Fist       | 2 ottobre 1964    |                 |                 |
| 3  | Piney               | 9 ottobre 1964    |                 |                 |
| 4  | Lost Herd           | 16 ottobre 1964   |                 |                 |
| 5  | A Man Called Mushy  | 23 ottobre 1964   |                 |                 |
| 6  | Canliss             | 30 ottobre 1964   |                 |                 |
| 7  | Damon's Road (1)    | 13 novembre 1964  |                 |                 |
| 8  | Damon's Road (2)    | 30 novembre 1964  |                 |                 |
| 9  | Backshooter         | 27 novembre 1964  |                 |                 |
| 10 | Corporal Dasovik    | 4 dicembre 1964   |                 |                 |
| 11 | Photographer        | 11 dicembre 1964  |                 |                 |
| 12 | No Dogs or Drovers  | 18 dicembre 1964  |                 |                 |
| 13 | The Meeting         | 1º gennaio 1965   |                 |                 |
| 14 | The Book            | 8 gennaio 1965    |                 |                 |
| 15 | Josh                | 15 gennaio 1965   |                 |                 |
| 16 | A Time for Waiting  | 22 gennaio 1965   |                 |                 |
| 17 | Moment in the Sun   | 29 gennaio 1965   |                 |                 |
| 18 | Texas Fever         | 5 febbraio 1965   |                 |                 |
| 19 | Blood Harvest       | 12 febbraio 1965  |                 |                 |
| 20 | Violent Land        | 5 marzo 1965      |                 |                 |
| 21 | Winter Soldier      | 12 marzo 1965     |                 |                 |
| 22 | Prairie Fire        | 19 marzo 1965     |                 |                 |
| 23 | Retreat             | 26 marzo 1965     |                 |                 |
| 24 | Empty Sleeve        | 2 aprile 1965     |                 |                 |
| 25 | The Last Order      | 9 aprile 1965     |                 |                 |
| 26 | Mrs. Harmon         | 16 aprile 1965    |                 |                 |
| 27 | The Calf Women      | 30 aprile 1965    |                 |                 |
| 28 | The Spanish Camp    | 7 maggio 1965     |                 |                 |
| 29 | El Hombre Bravo     | 14 maggio 1965    |                 |                 |
| 30 | The Gray Rock Hotel | 21 maggio 1965    |                 |                 |

## The Race
- Prima televisiva: 25 settembre 1964
- Diretto da: Bernard McEveety
- Scritto da: Robert Lewin

### Trama
- Guest star: Hal Needham (Tom), L. Q. Jones (Luke), John Pickard (Marshal Morgan), Warren Oates (Weed), Joseph Breen (Jim Traynor), Barry Brooks (barista), William Bryant (Lockwood), Émile Genest (Curt Mathison), Claude Hall (dottore), Michael Hinn (impiegato), William R. Thompkins (Toothless)

## Enormous Fist
- Prima televisiva: 2 ottobre 1964
- Diretto da: Bernard L. Kowalski
- Scritto da: Sam Ross

### Trama
- Guest star: Lee Van Cleef (Fred Grant), Mark Slade (Adam Grant), Douglas Henderson (Cal), Adam Williams (Jeb), James Anderson (sceriffo), Brenda Scott (Dolly Grant), Walter Mathews (negoziante)

## Piney
- Prima televisiva: 9 ottobre 1964
- Diretto da: Philip Leacock
- Scritto da: Clyde Ware

### Trama
- Guest star: Robert Karnes (sceriffo), Elisha Cook, Jr. (Jim Gribble), Jerry Davis (Jud), Victor Izay (impiegato), Ed Begley (Piney Kinney), J. D. Cannon (Jack Rose), Tom Reese (Bert Carrico), Lee Van Cleef (Deck Sommers), Leonard York (negoziante)

## Lost Herd
- Prima televisiva: 16 ottobre 1964
- Diretto da: Vincent McEveety
- Scritto da: Archie L. Tegland

### Trama
- Guest star: Royal Dano (Teisner), Paul Comi (Yo Yo), Harry Townes (Dillman), Leo Gordon (Chris Jensen), Peter Bourne (Gustauf), Bill Williams (Tom Bickel)

## A Man Called Mushy
- Prima televisiva: 23 ottobre 1964
- Diretto da: Michael O'Herlihy
- Scritto da: John Mantley

### Trama
- Guest star: Dawn Little Sky (Squaw), Jonathan Kidd (Seth Parker), John McLiam (barista), Margo (Selena), Paul Comi (Yo Yo), John Hubbard (Smitty), Mike Kellin (Vassily), Sondra Blake (Teya), Michael Pataki (Anselmo)

## Canliss
- Prima televisiva: 30 ottobre 1964
- Diretto da: Jack Arnold
- Scritto da: Stirling Silliphant

### Trama
- Guest star: Stewart Moss (Felipe), Ramón Novarro (padre Tasso), Rico Alaniz (Garcia Flores), Teno Pollick (Lope de Cruz), Dean Martin (Gurd Canliss), Michael Ansara (Don Miguel), Theodore Bikel (Pence), Laura Devon (Augusta Canliss), Scott Marlowe (Tate), Jack Kruschen (barista)

## Damon's Road (1)
- Prima televisiva: 13 novembre 1964
- Diretto da: Michael O'Herlihy
- Scritto da: Richard Carr, Robert Lewin

### Trama
- Guest star: Kitty Malone (Kumquats), Steve Darrell (sceriffo), Beatriz Monteil (Kumquats), Rita D'amico (Kumquats), Barbara Eden (Goldie), Fritz Weaver (Jonathan Damon), Sean McClory (Finn), Robert Sorrells (Barker), Curt Conway (giudice Asher), J. Edward McKinley (Goodgate), Paul Comi (Yo Yo)

## Damon's Road (2)
- Prima televisiva: 30 novembre 1964
- Diretto da: Michael O'Herlihy
- Scritto da: Richard Carr, Robert Lewin

### Trama
- Guest star: Steve Darrell (sceriffo), John Craig (cowboy), Rita D'amico (Kumquats), Kitty Malone (Kumquats), Fritz Weaver (Jonathan Damon), Barbara Eden (Goldie), Sean McClory (Finn), Curt Conway (giudice Asher), Robert Sorrells (Barker), Beatriz Monteil (Kumquats)

## Backshooter
- Prima televisiva: 27 novembre 1964
- Diretto da: Herschel Daugherty
- Scritto da: Richard Carr

### Trama
- Guest star: George Keymas (Bill Adams), Joseph Hoover (Sam Jefferson), Robert Yuro (Sam Cleet), Slim Pickens (sceriffo McKay), Louis Hayward (John Tasker), Jan Arvan (operatore del telegrafo), Terry Becker (Burt), Roy Engel (barista), Steve Gravers (Fred Adams), Holly McIntire (Molly Jefferson)

## Corporal Dasovik
- Prima televisiva: 4 dicembre 1964
- Diretto da: Bernard L. Kowalski
- Scritto da: Lionel E. Siegel

### Trama
- Guest star: Barry Atwater (Chief Ollocot), Ron Soble (Everts), Sherwood Price (Willoughby), Howard Caine (Mumford), Nick Adams (caporale Dasovik), John Drew Barrymore (Harry Eccles), Cyril Delevanti (Tahoolcut), John Dierkes (Martinson)

## Photographer
- Prima televisiva: 11 dicembre 1964
- Diretto da: Vincent McEveety
- Scritto da: Clyde Ware

### Trama
- Guest star: Richard X. Slattery (Daws), William O'Connell (Poet), Frank Richards (Emmett), Morgan Woodward (Kale Maddox), Eddie Albert (Taylor Dickson), Ben Cooper (Clell Miller), Kelton Garwood (Blackpowder Charley)

## No Dogs or Drovers
- Prima televisiva: 18 dicembre 1964
- Diretto da: Vincent McEveety
- Scritto da: Cliff Gould, Sam Ross

### Trama
- Guest star: Gilbert Green (Farnsworth), Paul Comi (Yo Yo), Bryan O'Byrne (esercente dell'hotel), Dabbs Greer (sceriffo), Zeme North (Claire Dennis), Philip Abbott (Ben Dennis), Olan Soule (barbiere)

## The Meeting
- Prima televisiva: 1º gennaio 1965
- Diretto da: Michael O'Herlihy
- Scritto da: Robert Lewin

### Trama
- Guest star: Len Wayland (Forrest Denver), Richard Karlan (Hugh Brewster), Mel Gallagher (Bolt Carson), Harry Dean Stanton (Joe Spanish), John Hart (Harley Lear), Don Quine (Loy Slake), Gavin MacLeod (Rian Powers), Ric Roman (Bowie Fisk)

## The Book
- Prima televisiva: 8 gennaio 1965
- Diretto da: Bernard L. Kowalski
- Scritto da: Cliff Gould

### Trama
- Guest star: Walker Edmiston (annunciatore), Madelyn Darrow (ragazza nel saloon), Alan Roberts (cittadino), Victor Izay (Fred Holt), Pat Hingle (Pop Stark), J. D. Cannon (Austin Ware), Leonard Stone (Leroy Means), Valentin de Vargas (Ernie Torres), Ziva Rodann (Pony), Malcolm Atterbury (sceriffo), Robert Cleaves (R.J. Riley), Timothy Carey (Carl Hatcher)

## Josh
- Prima televisiva: 15 gennaio 1965
- Diretto da: Herschel Daugherty
- Scritto da: Robert E. Thompson

### Trama
- Guest star: Albert Dekker (Josh), Jay C. Flippen (Bigger Seton), Ottola Nesmith (Mrs. Beech), Ann Shoemaker (Mrs. Meyer), Paul Comi (Yo Yo), John Doucette (H. L. Pine)

## A Time for Waiting
- Prima televisiva: 22 gennaio 1965
- Diretto da: Charles Rondeau
- Scritto da: Sy Salkowitz

### Trama
- Guest star: Ken Berry (tenente Trodall), Larry Ward (sergente Morton), Michael Barrier (Trooper), Arthur Malet (Reginald Wingate), George Grizzard (capitano George Ballinger), Lin McCarthy (tenente Scott MacIntosh), Lisabeth Hush (Mrs. Morton), George Murdock (sergente), Don Paulin (Johnny)

## Moment in the Sun
- Prima televisiva: 29 gennaio 1965
- Diretto da: Bernard Girard
- Scritto da: Bernard Girard

### Trama
- Guest star: Noel Drayton (Gerber), Rayford Barnes (Bert Inge), Tyler McVey (sceriffo Blair), Donald Ein (Snow), Gene Evans (Royal K. Shaw), Sherry Jackson (Mara), Pat Conway (Reed McCuller), Billy Gray (Lindsey McCuller), Karl Swenson (Merle)

## Texas Fever
- Prima televisiva: 5 febbraio 1965
- Diretto da: Harmon Jones
- Scritto da: John Dunkel

### Trama
- Guest star: Frank Maxwell (Avery), Judi Meredith (Kate Wentworth), Willard Sage (tenente Watkins), Douglas Kennedy (Maxey), Royal Dano (Sam Wentworth), Christopher Dark (Bud Grady), Duane Grey (Jenkins)

## Blood Harvest
- Prima televisiva: 12 febbraio 1965
- Diretto da: Justus Addiss
- Scritto da: Walter Black

### Trama
- Guest star: Rayford Barnes (Shelby), Michel Petit (Will Bonner), Richard X. Slattery (Tebbets), Michael Witney (tenente Cass), Tom Tully (Clete Bonner), Steve Forrest (Cable), Paul Bryar (sergente Borrell)

## Violent Land
- Prima televisiva: 5 marzo 1965
- Diretto da: Harmon Jones
- Scritto da: Buckley Angell

### Trama
- Guest star: Lew Brown (Gorman), Gregg Palmer (Mace), Paul Sorenson (Kiley), Jacque Shelton (Pecos), Davey Davison (Fanah), Michael Forest (Yuma), Julia Montoya (Squaw)

## Winter Soldier
- Prima televisiva: 12 marzo 1965
- Diretto da: Justus Addiss
- Scritto da: John Dunkel

### Trama
- Guest star: Brooke Bundy (Ellie Kurtz), Liam Sullivan (tenente Whitley), Robert Bice (Coats Watson), Jim Boles (Ephraim Kurtz), Robert Blake (Hap Johnson), Stanley Clements (sergente Watson), Ralph Reed (Tooky)

## Prairie Fire
- Prima televisiva: 19 marzo 1965
- Diretto da: Jesse Hibbs
- Scritto da: Elliott Arnold, Louis Vittes

### Trama
- Guest star: Hal Baylor (Barney), Vic Perrin (Vinnie Pitts), Jacques Shelton (Pecos), John Hart (Narbo), Michael Conrad (Jerry Munson), Anthony Caruso (Milt Dexter), John Boyer (Tom)

## Retreat
- Prima televisiva: 26 marzo 1965
- Diretto da: James Goldstone
- Scritto da: John Dunkel

### Trama
- Guest star: Jacque Shelton (tenente), Jan Arvan (sergente), John Lasell (tenente), Keith McConnell (sergente), Ford Rainey (colonnello Hart), John Anderson (maggiore Cantwell), Steve Ihnat (Kaster)

## Empty Sleeve
- Prima televisiva: 2 aprile 1965
- Diretto da: Justus Addiss
- Scritto da: Louis Vittes

### Trama
- Guest star: Everett Sloane (Sam Butler), Dick Davalos (Will Butler), Burt Douglas (Tom Cowan), Nancy Rennick (Jenny Conway), John Pickard (sceriffo)

## The Last Order
- Prima televisiva: 9 aprile 1965
- Diretto da: Robert L. Friend
- Scritto da: Tom Seller

### Trama
- Guest star: Lawrence Dobkin (colonnello Reed), Harry Lauter (Lenny), Bruce Mars (Grady), Rex Holman (Cady), Efrem Zimbalist Jr. (Jeff McKeever), Kelton Garwood (Decker)

## Mrs. Harmon
- Prima televisiva: 16 aprile 1965
- Diretto da: Michael O'Herlihy
- Scritto da: John Mantley

### Trama
- Guest star: James Hampton (Charlie Peck), Paul Lambert (Fred Harmon), Richard O'Brien (sceriffo), Pat Cardi (Billy), Barbara Barrie (Mrs. Harmon), William Wintersole (dottore)

## The Calf Women
- Prima televisiva: 30 aprile 1965
- Diretto da: Anton Leader
- Scritto da: Buckley Angell, Louis Vittes

### Trama
- Guest star: Roger Ewing (Billy Wallace), Kelly Thordsen (Ryan), Betty Conner (Betsy Teall), Karl Lukas (Cole Wallace), John Boyer (Waco), Julie Harris (Emma Teall)

## The Spanish Camp
- Prima televisiva: 7 maggio 1965
- Diretto da: Harmon Jones
- Scritto da: John Dunkel

### Trama
- Guest star: John Ireland (dottor Joseph Merritt), John Erwin (Teddy), Rico Alaniz (Pedro), Brock Peters (Phinn Harper)

## El Hombre Bravo
- Prima televisiva: 14 maggio 1965
- Diretto da: Philip Leacock
- Scritto da: Herman Groves

### Trama
- Guest star: Malachi Throne (Joaquin Valino), Frank Silvera (Pajarito), Henry Corden (Velasquez), Manuel Padilla Jr. (Pepe), Carmelita Acosta (Tia)

## The Gray Rock Hotel
- Prima televisiva: 21 maggio 1965
- Diretto da: Stuart Rosenberg
- Scritto da: Jack Curtis

### Trama
- Guest star: Steven Hill (Marty Brown), Lola Albright (Lottie), Strother Martin (Bates), Rex Holman (Bill), Vic Tayback (Monte)